# 周連仲
周连仲，直隶乐亭县人，清朝政治人物，同進士出身。
道光二十年庚子科（1840年），登三甲進士。任礼部主事。